# Loft

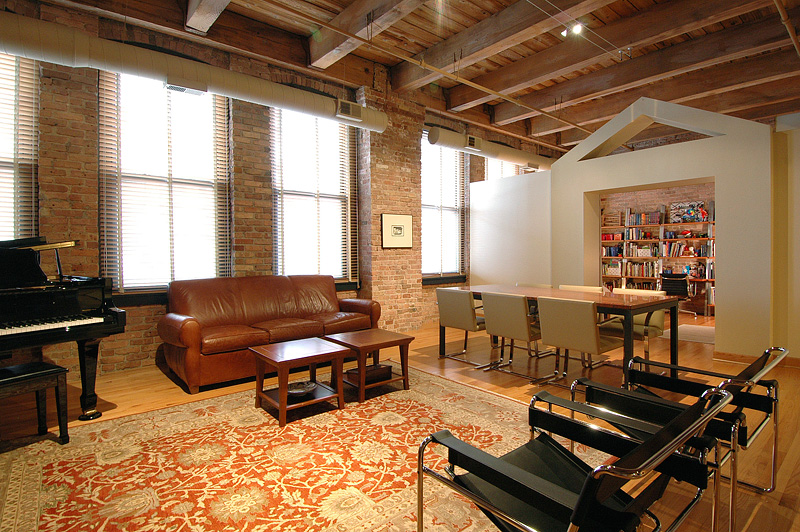
Dawny magazyn przerobiony na loft w Chicago

Loft – mieszkanie urządzone w dawnych pomieszczeniach przemysłowych, na przykład fabrykach lub magazynach, albo mieszkanie o dużej, wysokiej i otwartej przestrzeni, zaprojektowane w stylu industrialnym (styl loft).

## Charakterystyka
W loftach rozróżniane są wersje hard i soft. Hard lofty to obiekty powstające w już istniejących poprzemysłowych budynkach (stare magazyny, fabryki, spichlerze, huty czy browary), które przekształcone zostały na cele biurowe lub mieszkalne. Charakteryzują się dużymi otwartymi przestrzeniami, surowymi wnętrzami z przewagą szkła, stali i kamienia, wysokimi sufitami, wielkimi oknami czy fabrycznym oświetleniem. Natomiast w miejscach, gdzie takich budynków brak, deweloperzy stawiają tak zwane soft lofty – kompleksy mieszkalne lub komercyjne budowane od podstaw, które swoją formą nawiązują do stylu przemysłowego.

### Lofty w Polsce
Moda na lofty dotarła do Polski stosunkowo niedawno, choć w Europie zachodniej ma już kilkudziesięcioletnią tradycję. Pierwsze lofty w Polsce powstały w Łodzi w XIX-wiecznej fabryce Karola Scheiblera.
Moda na tego typu apartamenty szybko przeniosła się na inne miasta. W Warszawie są sprzedawane lofty, powstające w prawie stuletnich budynkach Fabryki PZO; w Poznaniu (City Park) i Kołobrzegu są to osiedla w dawnych koszarach wojskowych; w Żyrardowie powstały w XIX-wiecznych budynkach Starej i Nowej Przędzalni, w Zielonej Górze – w poniemieckich obiektach zakładu włókienniczego przy ul. Fabrycznej, pod nazwą Tkalnia.
Podobne inwestycje pojawiają się również na Górnym Śląsku, gdzie jest szczególnie dużo obiektów poprzemysłowych nadających się do adaptacji, m.in. już zrealizowany Bolko Loft w Bytomiu, rezydencje Zawisza w Gliwicach czy planowane lofty w magazynie zbożowym w dawnym browarze w Siemianowicach Śląskich.
Na Dolnym Śląsku lofty miały powstać w dawnym Browarze Piastowskim we Wrocławiu. Inwestycja jednak nie doszła do skutku i obecnie lofty we Wrocławiu znajdują się w budynku dawnej destylarni (późniejszej siedzibie spółdzielni pracy Tricot). Wyjątkową inwestycją loftów we Wrocławiu jest kompleks Nowa Papiernia, powstały w murach dawnej fabryki papieru z 1889 roku przy ul. Kościuszki 142a.